# Jim Alves
Percival Harold Alves, més conegut com a Jim Alves   (Glastonbury, 2 de gener de 1916 - p. segle XX), va ser un pilot de motociclisme anglès que va destacar en competicions de trial i enduro durant les dècades del 1940 i 1950, quasi sempre amb Triumph.
El 1948 formà part de l'equip estatal britànic que guanyà el Vas d'argent als ISDT, un èxit que millorà entre el 1949 i el 1953 en guanyar el Trofeu, el màxim guardó en aquesta prova, quatre vegades més amb l'equip britànic. Pel que fa a la modalitat del trial, entre els nombrosos èxits que hi obtingué hi destaquen la victòria a l'Scott Trial de 1948 i el primer campionat britànic disputat, el de 1950. Pilot polifacètic, Alves va competir també en curses de motocròs, anomenat aleshores scramble al Regne Unit, i grasstrack.

## Palmarès
- 1 campionat britànic de trial (1950)
- 1 victòria al Scott Trial (1948)
- 4 victòries al Trofeu dels ISDT (1949-1951, 1953)
- 1 victòria al Vas dels ISDT (1948)